# Sage Ja!
Sage Ja! (alemán: «¡Di Sí!») es el primer maxidisco compacto, y también su primera publicación por cualquier tipo de medio, del grupo alemán de gothic rock Unheilig. Fue lanzado el 4 de septiembre de 2000.

## Lista de pistas
1. «Sage Ja! [radio edit]» («¡Di Sí!») - 3:34

2. «Skin [album version]» - 3:36

3. «Sage Ja! [clubmix]» - 6:57

4. «Sage Ja! [CD-ROM video]» - 4:15

- Datos: Q1165302